# تومواکی اوگامی
تومواکی اوگامی (انگلیسی: Tomoaki Ōgami؛ زادهٔ ۷ ژوئن ۱۹۶۹) بازیکن فوتبال اهل ژاپن است.
از باشگاه‌هایی که در آن بازی کرده‌است می‌توان به باشگاه فوتبال آویسپا فوکوئوکا و باشگاه فوتبال جوبیلو ایواتا اشاره کرد.